# المنصورة (المهرة)

تعديل مصدري - تعديل

المنصورة هي إحدى قرى مديرية منعر التابعة لمحافظة المهرة، بلغ تعداد سكانها 88 نسمة حسب تعداد اليمن لعام 2004.